# 索尼亞角
65°4′S 63°29′W / 65.067°S 63.483°W

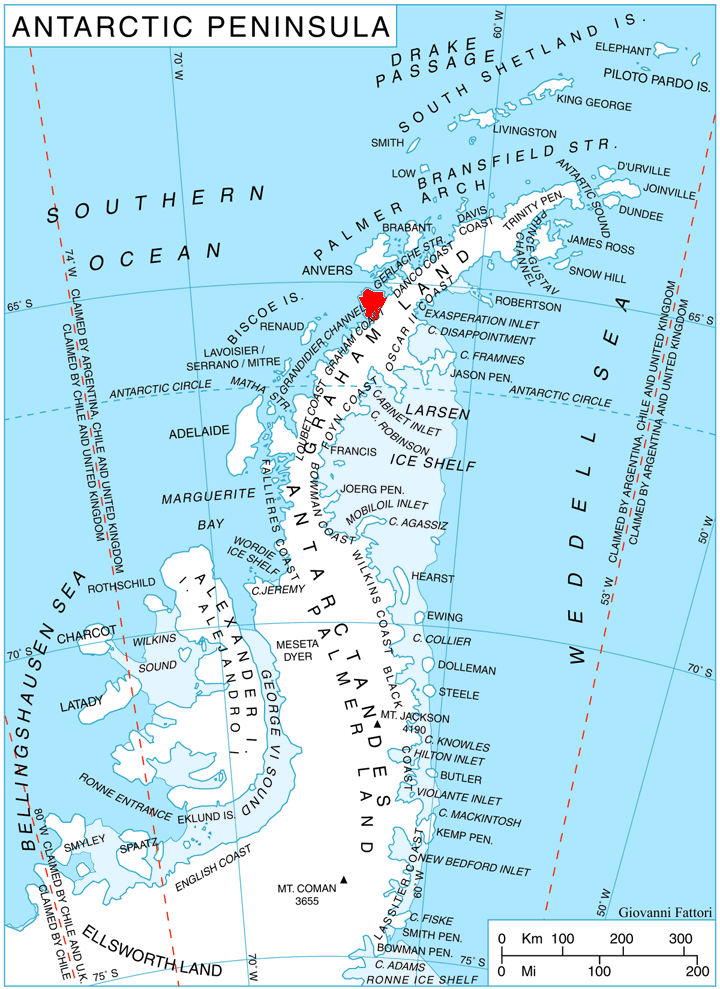

索尼亞角（Sonia Point），是南極洲的海岬，位於葛拉漢地的丹科海岸，處於拉希爾角以西6英里的弗蘭德雷斯灣南部，由讓-巴蒂斯特·夏古率領的法國探險隊繪入地圖，現時由南極條約體系管理。